# Взрыв на нефтеперерабатывающем заводе в Нигерии (2022)
22 апреля 2022 года на незаконном нефтеперерабатывающем заводе в Нигерии произошёл пожар и взрыв. Сообщается, что в результате взрыва погибло 110 человек. Взрыв был назван самым смертоносным в Нигерии за последние годы.

## Предыстория
Незаконные нефтеперерабатывающие заводы распространены в Нигерии. Нигерия является крупнейшим производителем сырой нефти в Африке. При этом, официальных нефтеперерабатывающих заводов в стране мало, а топливо импортируется. Это создаёт востребованность нефти, переработанной незаконно. Бизнесмены часто избегают внимания властей, создавая незаконные нефтеперерабатывающие заводы в отдалённых районах. Сырая нефть собирается из трубопроводов и перерабатывается на этих заводах. Из-за таких краж Нигерия потеряла не менее 3 миллиардов долларов в период с января 2021 по январь 2022 года. В январе 2022 года возобновились аресты организаторов подобной деятельности.
Нехватка рабочих мест и бедность заставляют местных жителей устроиться на работу на незаконные предприятия.

## События
Взрыв произошёл вечером 22 апреля 2022 года на незаконном нефтеперерабатывающем заводе, расположенном на границе между штатами Риверс и Имо. На заводе вспыхнул пожар, который начал быстро распространяться по заводу и на близлежащие жилые дома. Сообщается о 110 погибших. По заявлениям местной полиции, все погибшие — работники завода. Тела многих погибших полностью обгорели.

## Реакция
Было начато расследование причин взрыва. Двоих подозреваемых в организации незаконной деятельности объявили в розыск.